# Paris–Tours 1970
Paris–Tours 1970 war die 64. Austragung von Paris–Tours, ein französisches Eintagesrennen im Straßenradsport. Es wurde am 2. Oktober 1970 über eine Distanz von 286 Kilometer von der französischen Hauptstadt Paris nach Tours im Département Indre-et-Loire ausgetragen. Sieger wurde Jürgen Tschan aus Deutschland. Es war der erste Sieg eines deutschen Fahrers in diesem Rennen.

## Rennen
125 Radrennfahrer traten zum Rennen auf einem flachen Kurs an. Das Rennen gehörte zur Rennserie Super Prestige Pernod in jener Saison. Nach 75 Kilometern bildete sich eine größere Gruppe von Fahrern, die das Rennen bestimmten. Wenige Kilometer vor dem Ziel startete Jan Janssen einen Ausreißversuch, Jürgen Tschan fuhr mit. Drei Kilometer vor dem Ziel stürzte Janssen und Tschan erreichte das Ziel als Solist. 43 Fahrer kamen ins Ziel.

## Ergebnis
| Platz | Fahrer             | Team                     | Zeit            |
| ----- | ------------------ | ------------------------ | --------------- |
| 1.    | Jürgen Tschan      | Peugeot–Michelin–BP      | 6:58:25 Stunden |
| 2.    | René Pijnen        | Willem II–Gazelle        | + 0:58 Min.     |
| 3.    | Guido Reybrouck    | Germanvox-Wega           | + 3:21 Min.     |
| 4.    | Marino Basso       | Molteni                  | gl. Zeit        |
| 5.    | Roger De Vlaeminck | Flandria–Mars            | gl. Zeit        |
| 6.    | Frans Verbeeck     | Geens–Watney             | gl. Zeit        |
| 7.    | Jack Mourioux      | Fagor–Mercier–Hutchinson | gl. Zeit        |
| 8.    | Roger Rosiers      | BiC                      | gl. Zeit        |
| 9.    | Frans Staes        | Flandria–Mars            | gl. Zeit        |
| 10.   | Leif Mortensen     | BiC                      | gl. Zeit        |